# アダム・ジャマル・クレイグ
アダム・ジャマル・クレイグ（Adam Jamal Craig、11月29日 - ）は、アメリカ合衆国の俳優。

## 出演作品
- NCIS:LA 〜極秘潜入捜査班 シーズン1（ドミニク・ヴェイル）
- 女検死医ジョーダン シーズン6